# دييغو (لاعب كرة قدم)
دييغو هو لاعب كرة قدم برتغالي في مركز حراسة المرمى، ولد في 3 أكتوبر 1989 في بارسيلوس في البرتغال. شارك مع منتخب البرتغال تحت 19 سنة لكرة القدم ومنتخب البرتغال تحت 21 سنة لكرة القدم. أما مع النوادي، فقد لعب مع سبورتينغ براغا ونادي ريبيراو ونافال ونادي فاماليساو ونادي فيزيلا وسالجويروس ‏ ونادي كوفيليا وVilaverdense FC ‏.

## وصلات خارجية
- دييغو على موقع قاعدة بيانات كرة القدم.إي يو (الإنجليزية)
- دييغو على موقع Soccerway.com (الإنجليزية)